# Bundestagswahlkreis Bad Tölz-Wolfratshausen – Miesbach
Der Wahlkreis Bad Tölz-Wolfratshausen – Miesbach (Wahlkreis 222; bis zur Bundestagswahl 2021 Wahlkreis 223) ist ein Bundestagswahlkreis in Bayern. Er umfasst die Landkreise Bad Tölz-Wolfratshausen und Miesbach. Der Wahlkreis wurde zur Bundestagswahl 2017 aus dem Südteil des aufgelösten Wahlkreises Starnberg gebildet. Zu dieser Wahl erhielt Bayern einen zusätzlichen Wahlkreis, was zu einer grundlegend neuen Wahlkreiseinteilung im südlichen Oberbayern führte.

## Wahlergebnisse

### Bundestagswahl 2025
Zur Bundestagswahl 2025 am 23. Februar wurden 10 Direktkandidaten und 17 Landeslisten zugelassen.
| Kandidaten                               | Kandidaten                    | Parteien/Listen     | Erststimmen | Erststimmen | Zweitstimmen | Zweitstimmen |
| Kandidaten                               | Kandidaten                    | Parteien/Listen     | Stimmen     | %           | Stimmen      | %            |
| ---------------------------------------- | ----------------------------- | ------------------- | ----------- | ----------- | ------------ | ------------ |
|                                          | Alexander Radwangewählt im WK | CSU                 | 65.482      | 46,4        | 59.231       | 41,9         |
|                                          | Raffael Joos                  | SPD                 | 10.901      | 7,7         | 12.829       | 9,1          |
|                                          | Karl Bär                      | GRÜNE               | 20.820      | 14,8        | 17.584       | 12,4         |
|                                          | Tim Sachs                     | FDP                 | 4.754       | 3,4         | 7.507        | 5,3          |
|                                          | Ingo Hahn                     | AfD                 | 23.293      | 16,5        | 24.280       | 17,2         |
|                                          | Felix Leipold                 | FREIE WÄHLER        | 7.225       | 5,1         | 6.309        | 4,5          |
|                                          | Erich Horst                   | Die Linke           | 4.695       | 3,3         | 5.717        | 4,0          |
|                                          | –                             | dieBasis            | –           | –           | 512          | 0,4          |
|                                          | –                             | Tierschutzpartei    | –           | –           | 930          | 0,7          |
|                                          | –                             | Die PARTEI          | –           | –           | 539          | 0,4          |
|                                          | Manuel Tessun                 | ÖDP                 | 1.271       | 0,9         | 597          | 0,4          |
|                                          | Marinus Thurnhuber            | BP                  | 1.602       | 1,1         | 547          | 0,4          |
|                                          | Gerald Nowitzky               | Volt                | 1.107       | 0,8         | 766          | 0,5          |
|                                          | –                             | PdH                 | –           | –           | 62           | 0,0          |
|                                          | –                             | MLPD                | –           | –           | 21           | 0,0          |
|                                          | –                             | BÜNDNIS DEUTSCHLAND | –           | –           | 104          | 0,1          |
|                                          | –                             | BSW                 | –           | –           | 3.863        | 2,7          |
| Gesamt                                   | Gesamt                        | Gesamt              | 141.150     | 100         | 141.398      | 100          |
|                                          |                               |                     |             |             |              |              |
| Ungültige Stimmen                        | Ungültige Stimmen             | Ungültige Stimmen   | 716         | 0,5         | 468          | 0,3          |
| Wähler                                   | Wähler                        | Wähler              | 141.866     | 85,5        | 141.866      | 85,5         |
| Wahlberechtigte                          | Wahlberechtigte               | Wahlberechtigte     | 165.905     |             | 165.905      |              |
|                                          |                               |                     |             |             |              |              |
| Quellen: Die Bundeswahlleiterin, Stimmen |                               |                     |             |             |              |              |

Kursive Direktkandidaten kandidieren nicht für die Landesliste, kursive Parteien treten ohne Landesliste an.

### Bundestagswahl 2021
| Kandidaten                                             | Kandidaten                    | Parteien/Listen      | Erststimmen | Erststimmen | Zweitstimmen | Zweitstimmen |
| Kandidaten                                             | Kandidaten                    | Parteien/Listen      | Stimmen     | %           | Stimmen      | %            |
| ------------------------------------------------------ | ----------------------------- | -------------------- | ----------- | ----------- | ------------ | ------------ |
|                                                        | Alexander Radwangewählt im WK | CSU                  | 55.501      | 41,3        | 46.304       | 34,2         |
|                                                        | Hannes Gräbner                | SPD                  | 15.428      | 11,5        | 18.276       | 13,5         |
|                                                        | –                             | AfD                  | –           | –           | 10.835       | 8,0          |
|                                                        | Béatrice Vesterling           | FDP                  | 11.636      | 8,7         | 17.048       | 12,6         |
|                                                        | Karl Bär                      | GRÜNE                | 20.829      | 15,5        | 18.138       | 13,4         |
|                                                        | Erich Horst Utz               | DIE LINKE            | 2.643       | 2,0         | 2.908        | 2,1          |
|                                                        | Christian Kaul                | FREIE WÄHLER         | 14.146      | 10,5        | 12.531       | 9,3          |
|                                                        | Jan-Philipp van Olfen         | ÖDP                  | 2.077       | 1,5         | 1.076        | 0,8          |
|                                                        | –                             | Tierschutzpartei     | –           | –           | 1.265        | 0,9          |
|                                                        | Marinus Thurnhuber            | BP                   | 4.992       | 3,7         | 1.197        | 0,9          |
|                                                        | Florian Merkl                 | Die PARTEI           | 1.949       | 1,5         | 918          | 0,7          |
|                                                        | –                             | PIRATEN              | –           | –           | 398          | 0,3          |
|                                                        | –                             | NPD                  | –           | –           | 67           | 0,0          |
|                                                        | –                             | V-Partei³            | –           | –           | 128          | 0,1          |
|                                                        | –                             | Gesundheitsforschung | –           | –           | 129          | 0,1          |
|                                                        | –                             | MLPD                 | –           | –           | 26           | 0,0          |
|                                                        | –                             | DKP                  | –           | –           | 14           | 0,0          |
|                                                        | Susanne Ehlers                | dieBasis             | 5.140       | 3,8         | 2.996        | 2,2          |
|                                                        | –                             | Bündnis C            | –           | –           | 49           | 0,0          |
|                                                        | –                             | Der III. Weg         | –           | –           | 41           | 0,0          |
|                                                        | –                             | du.                  | –           | –           | 78           | 0,1          |
|                                                        | –                             | LKR                  | –           | –           | 27           | 0,0          |
|                                                        | –                             | Die Humanisten       | –           | –           | 100          | 0,1          |
|                                                        | –                             | Team Todenhöfer      | –           | –           | 323          | 0,2          |
|                                                        | –                             | UNABHÄNGIGE          | –           | –           | 176          | 0,1          |
|                                                        | –                             | Volt                 | –           | –           | 308          | 0,2          |
| Gesamt                                                 | Gesamt                        | Gesamt               | 134.341     | 100         | 135.356      | 100          |
|                                                        |                               |                      |             |             |              |              |
| Ungültige Stimmen                                      | Ungültige Stimmen             | Ungültige Stimmen    | 1.765       | 1,3         | 750          | 0,6          |
| Wähler                                                 | Wähler                        | Wähler               | 136.106     | 81,7        | 136.106      | 81,7         |
| Wahlberechtigte                                        | Wahlberechtigte               | Wahlberechtigte      | 166.662     |             | 166.662      |              |
|                                                        |                               |                      |             |             |              |              |
| Quellen: Die Bundeswahlleiterin, Kandidaten – Ergebnis |                               |                      |             |             |              |              |

Kursive Direktkandidaten kandidieren nicht für die Landesliste, kursive Parteien sind nicht Teil der Landesliste.
Die AfD wollte mit Alex Zamzow einen Direktkandidaten aufstellen, dieser wurde aufgrund einer fehlenden Unterschrift jedoch nicht zur Wahl zugelassen.

### Bundestagswahl 2017
Zur Bundestagswahl 2017 am 24. September wurden 7 Direktkandidaten und 21 Landeslisten zugelassen.
| Direktkandidat                     | Partei               | Erststimmen in % | Zweitstimmen in % |
| ---------------------------------- | -------------------- | ---------------- | ----------------- |
| Alexander Radwan                   | CSU                  | 47,6             | 41,6              |
| Hannes Gräbner                     | SPD                  | 11,3             | 11,0              |
| Karl Bär                           | GRÜNE                | 13,6             | 10,3              |
| Friedrich Haugg                    | FDP                  | 08,2             | 12,4              |
| Constantin Prinz von Anhalt Dessau | AfD                  | 09,9             | 11,7              |
| Andreas Wagner                     | LINKE                | 05,3             | 04,9              |
| –                                  | FREIE WÄHLER         | 0–               | 02,6              |
| –                                  | PIRATEN              | 0–               | 00,3              |
| –                                  | ÖDP                  | 0–               | 00,8              |
| Maximilian Stocker                 | BP                   | 04,2             | 02,1              |
| –                                  | NPD                  | 0–               | 00,2              |
| –                                  | Tierschutzpartei     | 0–               | 00,9              |
| –                                  | MLPD                 | 0–               | 00,0              |
| –                                  | Büso                 | 0–               | 00,0              |
| –                                  | BGE                  | 0–               | 00,1              |
| –                                  | DiB                  | 0–               | 00,2              |
| –                                  | DKP                  | 0–               | 00,0              |
| –                                  | DM                   | 0–               | 00,2              |
| –                                  | Die PARTEI           | 0–               | 00,5              |
| –                                  | Gesundheitsforschung | 0–               | 00,1              |
| –                                  | V-Partei³            | 0–               | 00,1              |

## Wahlkreisgeschichte
| Wahl      | Wahlkreisname                          | Gebiet                                                |
| --------- | -------------------------------------- | ----------------------------------------------------- |
| 2017–2021 | 223 Bad Tölz-Wolfratshausen – Miesbach | Landkreis Bad Tölz-Wolfratshausen, Landkreis Miesbach |
| 2025–     | 222 Bad Tölz-Wolfratshausen – Miesbach | Landkreis Bad Tölz-Wolfratshausen, Landkreis Miesbach |